# ليونارد مارشال
ليونارد مارشال (بالإنجليزية: Leonard Marshall)‏ هو لاعب كرة قدم أمريكية أمريكي، ولد في 22 أكتوبر 1961 في فرانكلين في الولايات المتحدة.

## وصلات خارجية
- ليونارد مارشال على موقع مرجع كرة القدم المحترفة.كوم (الإنجليزية)
- ليونارد مارشال على موقع قاعة لويزيانا للمشاهير الرياضية (الإنجليزية)